# Барха тегин
Барха тегин (665 - 680 гг. н.э.) был первым правителем из династии Тюркских шахов  в Тохаристане.
Он известен только по имени из сочинения Бируни и реконструкций из китайских источников. Имя Барха-тегина появляется в источниках после захвата Кабула арабами около 665 г. н.э. Арабское завоевание ослабило династию Низаков. После этого, тюркские шахи под предводительством Барха-тегина, которые уже правили в Забулистане, смогли взять под свой контроль Кабулистан.
Барха-тегин перешел в контрнаступление и отбросил арабов, вернув утраченные территории вплоть до Арахозии и Кандагара Барха-тегин перенес столицу из Каписы в Кабул.
С 680 г. н.э. Тегин-шах, сын Барха-тегина, стал правителем тюркских шахов. У Барха-тегина был также второй сын по имени Рутбил, который основал династию Зунбилов в Забулистане. 